# Francis Kahata
Francis Nyambura Kahata (Ruiru, 7 giugno 1991) è un calciatore keniota, centrocampista del Kenya Police e della nazionale keniota.

## Carriera

### Club
Il 1º gennaio 2015 viene acquistato a titolo definitivo dal Tirana.

### Nazionale
Nel 2012 ha esordito nella nazionale keniota.

## Palmarès

### Club

#### Competizioni nazionali
- Campionato tanzaniano: 2

Simba: 2019-2020, 2020-2021